# Distrito de Kitauwa (Ehime)
El Distrito de Kitauwa (北宇和郡 Kitauwa-gun?) es un Distrito (郡 gun?) de la prefectura de Ehime. Tiene una población de 17,299 habitantes y una superficie de 340.37 km² (al 2004).
En la actualidad está conformado por los siguientes pueblos:
- Kihoku
- Matsuno

## Historia
- 1878: Nace por la división del Distrito de Uwa (宇和郡 Uwa-gun?).
- 1895: el 1° de julio la Villa de Tsushima (津島村 Tsushima-mura?) es dividida en las villas de Takachika (高近村 Takachika-mura?) y Iwamatsu (岩松村 Iwamatsu-mura?).
- 1899: el 1° de julio la Villa de Mimaki (御槇村 Mimaki-mura?) se escinde de la Villa de Kiyomitsu (清満村 Kiyomitsu-mura?).
- 1917: el 1° de mayo el Pueblo de Uwajima (宇和島町 Uwachima-chō?) absorbe la Villa de Maruho (丸穂村 Maruho-mura?).
- 1919: el 3 de octubre la Villa de Iwamatsu pasa a ser el Pueblo de Iwamatsu (岩松町 Iwamatsu-chō?).
- 1921: el 1° de agosto se fusionan el Pueblo de Uwajima y la Villa de Yawata (八幡村 Yawata-mura?), formando la Ciudad de Uwajima.
- 1934: el 1° de septiembre la Ciudad de Uwajima absorbe la Villa de Kushima (九島村 Kushima-mura?).
- 1938: el 11 de febrero el Pueblo de Yoshida absorbe la Villa de Tamajiri (立間尻村 Tamajiri-mura?).
- 1938: el 10 de septiembre el Pueblo de Iwamatsu absorbe la Villa de Takachika.
- 1940: el 10 de noviembre la Villa de Akeharu (明治村 Akeharu-mura?) pasa a ser el Pueblo de Matsumaru (松丸町 Matsumaru-chō?).
- 1941: el 10 de noviembre la Villa de Asahi (旭村 Asahi-mura?) pasa a ser el Pueblo de Chikanaga (近永町 Chikanaga-chō?).
- 1951: el 1° de abril el Pueblo de Iwamatsu absorbe una parte de la Villa de Kitanada (北灘村 Kitanada-mura?).
- 1954: el 10 de octubre se fusionan las villas de Mima (三間村 Mima-mura?), Narutae (成妙村 Narutae-mura?) y Futana (二名村 Futana-mura?), formando el Pueblo de Mima.
- 1955: el 11 de febrero se fusionan el Pueblo de Iwamatsu y las villas de Kiyomitsu, Mimaki, Kitanada, Hataji (畑地村 Hataji-mura?) y Shimonada (下灘村 Shimonada-mura?), formando el Pueblo de Tsushima.
- 1955: el 1° de marzo el Pueblo de Yoshida absorbe las villas de Tachima (立間村 Tachima-mura?), Kisakata (喜佐方村 Kisakata-mura?) y Okuna (奥名村 Okuna-mura?).
- 1955: el 31 de marzo el Pueblo de Yoshida absorbe una parte de la Villa de Takamitsu (高光村 Takamitsu-mura?) y la Villa de Tamatsu (玉津村 Tamatsu-mura?) del Distrito de Higashiuwa.
- 1955: el 31 de marzo la Ciudad de Uwajima absorbe las villas de Takamitsu (excepto una parte) y Miura (三浦村 Miura-mura?).
- 1955: el 31 de marzo se fusionan el Pueblo de Chikanaga y las villas de Yoshifuji (好藤村 Yoshifuji-mura?), Aiji (愛治村 Aiji-mura?), Izumi (泉村 Izumi-mura?) y Mishima (三島村 Mishima-mura?), formando el Pueblo de Hiromi.
- 1955: el 31 de marzo se fusionan el Pueblo de Matsumaru y la Villa de Yoshinobu (吉野生村 Yoshinobu-mura?), formando el Pueblo de Matsuno.
- 1957: el 1° de enero la Ciudad de Uwajima absorbe la Villa de Kuno (来村 Kuno-mura?).
- 1958: el 1° de abril se fusionan las villas de Shitaba (下波村 Shitaba-mura?), Komobuchi (蒋渕村 Komobuchi-mura?), Yusu (遊子村 Yusu-mura?), Tojima (戸島村 Tojima-mura?) y Hiburijima (日振島村 Hiburijima-mura?), formando la Villa de Uwaumi (宇和海村 Uwa'umi-mura?).
- 1958: el 1° de agosto el Pueblo de Mima absorbe una parte del Pueblo de Hiromi.
- 1974: el 1° de abril la Ciudad de Uwajima absorbe la Villa de Uwaumi.
- 2005: el 1° de enero se fusionan el Pueblo de Hiromi y la Villa de Hiyoshi, formando el Pueblo de Kihoku.
- 2005: el 1° de agosto la Ciudad de Uwajima absorbe los pueblos de Yoshida, Mima y Tsushima.